# Bethersden
Bethersden est une paroisse civile et un village du Kent, en Angleterre.